# 畢璽
畢璽（15世紀—16世紀），山西澤州高平縣人，明朝政治人物。

## 生平
畢璽是成化十六年（1480年）的舉人，授任丘知縣，以水患疏通河道，興建磚城防備邊警，陞景州知州、揚州同知都有聲譽，入朝擔任戶部郎中總理遼東糧儲，正德六年（1511年）陞兩淮鹽運使，謝絕請託，提出剩餘鹽產充當邊糧，預搭商課平均分鹽場，被妒恨者中傷者罷官，著有《石屏文集》流傳，入祀名宦祠。

## 引用
1. 1 2  同治《高平縣志·卷六·人物上》：畢璽，舉人，知任邱縣，縣瀕河患水，璽疏得故道而利，婑之並甃城垣，值邊警民恃無恐，轉德州及揚州府同知，所在有聲祀名宦，遷戶部郎中，總理遼東糧儲，轉兩淮鹽院使，莅以清簡絕請託，議處餘鹽以充邊，寔預搭商課以均分場，宿蠧以清，為銜者所誣去任，所著有《石屏文集》。 家乘餘錄
2. ↑  同治《高平縣志·卷七·選舉》：北齊鮮于世榮袁聿修在尚書省簡試舉人……明初……（成化）十六年庚子三人 畢璽 有傳，濟侃侃有氣節，遇事敢言，居鄉如在位時，處親族甚有惠愛，嘗置義產以贍宗人，雖囊橐蕭然，無憾也。
3. ↑  《明武宗毅皇帝實錄·卷七十二》：（正德六年二月壬午）陞戶部郎中畢璽、青州府知府董天錫俱為都轉運鹽使司運使，璽兩淮，天錫山東。